# 分水駅
分水駅（ぶんすいえき）は、新潟県燕市分水桜町一丁目にある、東日本旅客鉄道（JR東日本）越後線の駅。

## 歴史
- 1912年（大正元年）12月28日：越後鉄道の吉田駅から当駅までの開通時に、燕市の良寛史料館が経つ位置に仮駅として新設。当時の駅名は地蔵堂駅（じぞうどうえき）を名乗る[3]。「地蔵堂」は当時の町名。
- 1913年（大正2年）4月20日：越後鉄道の出雲崎駅から当駅までが開通、同時に現在地に移転[4]。
- 1927年（昭和2年）10月1日：越後鉄道が国有化[2]。国鉄越後線の所属となる[5]。
- 1976年（昭和51年）9月1日：貨物の扱いを廃止[2]。
- 1982年（昭和57年）5月31日：全線でCTC導入に伴い、新鉄開発（現：ジェイアール新潟ビジネス）が運営する業務委託化[6][7]。
- 1983年（昭和58年）4月1日：駅名を分水駅（ぶんすいえき）に改称[1]。「分水」は当時の所在地町名。
- 1984年（昭和59年）2月1日：荷物の扱いを廃止[2]。
- 1987年（昭和62年）4月1日：国鉄分割民営化により、東日本旅客鉄道（JR東日本）新潟支社が継承[2]。
- 2000年（平成12年）3月10日：老朽化に伴い、駅舎を建て替え[1]。
- 2022年（令和4年）
  - 3月11日：みどりの窓口の営業を終了[8]。
  - 3月12日：無人化。

## 駅構造
相対式ホーム2面2線を有する地上駅である。両ホームは地下通路で連絡している。
燕三条駅が管理する無人駅である。駅舎は待合室のほかトイレがある。建て替え前の駅舎は近くにある大河津分水路の自在堰を模した特徴的なデザインであった。老朽化のため取り壊されたが、2000年（平成14年）に改築された現駅舎も、壁面の構造が大河津分水路可動堰の橋脚などをイメージしてデザインされたものである。
近年、ダイヤの見直しとともに多くの駅で交換施設撤去が進んだ中、現在も2番線が臨時ホームとして残るのは、日本海からの強風が大河津分水路に架かる信濃川分水橋梁に吹き抜け、当駅 - 寺泊駅間が冬季を中心に不通となることが多いためである。また、2番線に沿うように立ち並ぶ桜並木は当駅のシンボルとなっており、燕市分水観光協会では毎年4月中旬の桜の開花時期に、ホームの桜並木のライトアップを実施しているのをはじめ、JR東日本新潟支社では2013年（平成25年）から「きらきらうえつ」の車両を使用した臨時快速列車「分水夜桜」を開花時期に運転しており、当駅で折り返す約1時間の間にライトアップされた桜並木を観賞することができる。

### のりば
| 番線 | 路線    | 方向           | 行先           |
| ---- | ------- | -------------- | -------------- |
| 1    | ■越後線 | 下り           | 吉田・新潟方面 |
| 1    | ■越後線 | 上り           | 柏崎方面       |
| 2    | ■越後線 | （臨時ホーム） | （臨時ホーム） |

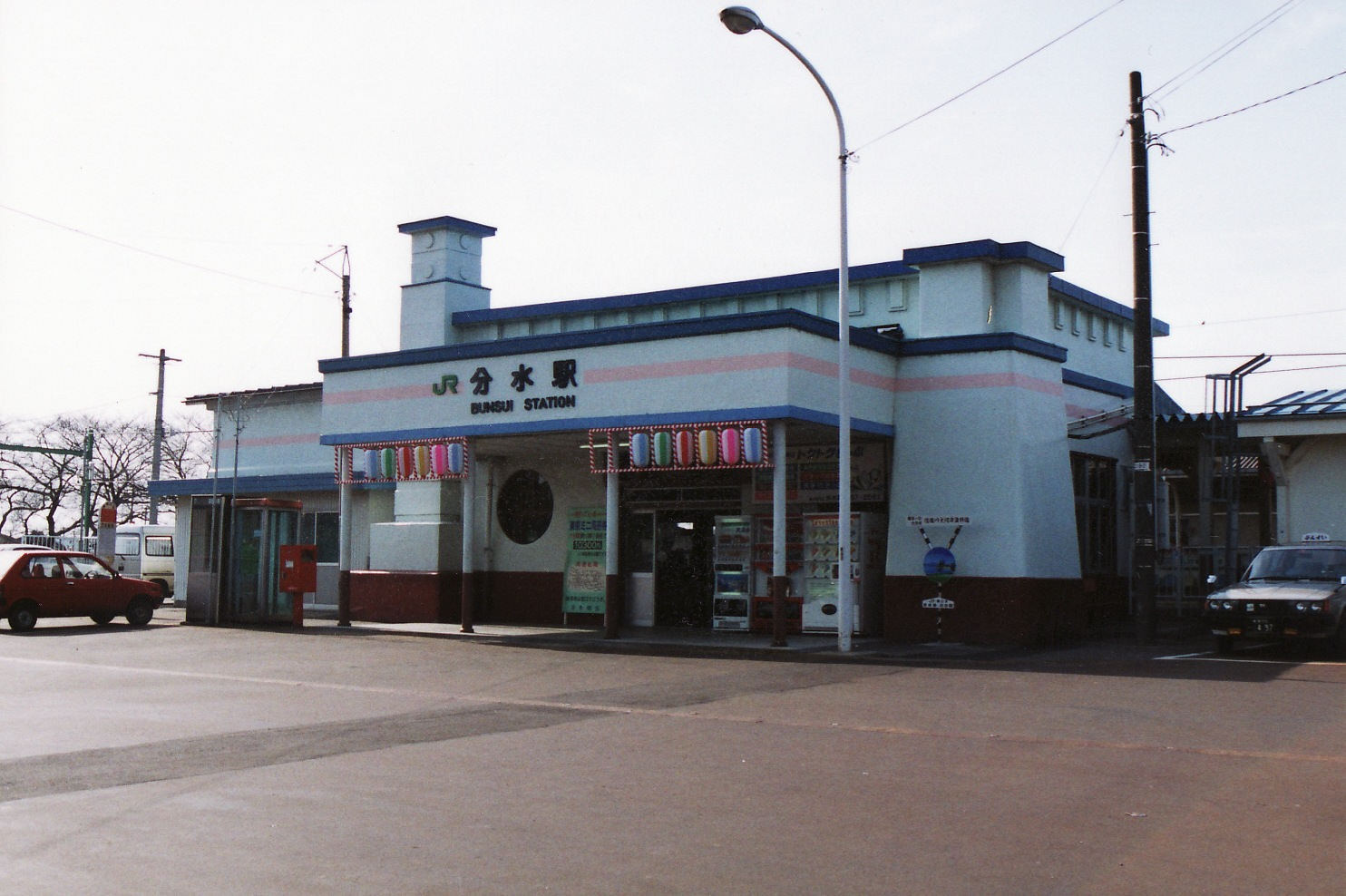
旧駅舎（1995年4月）
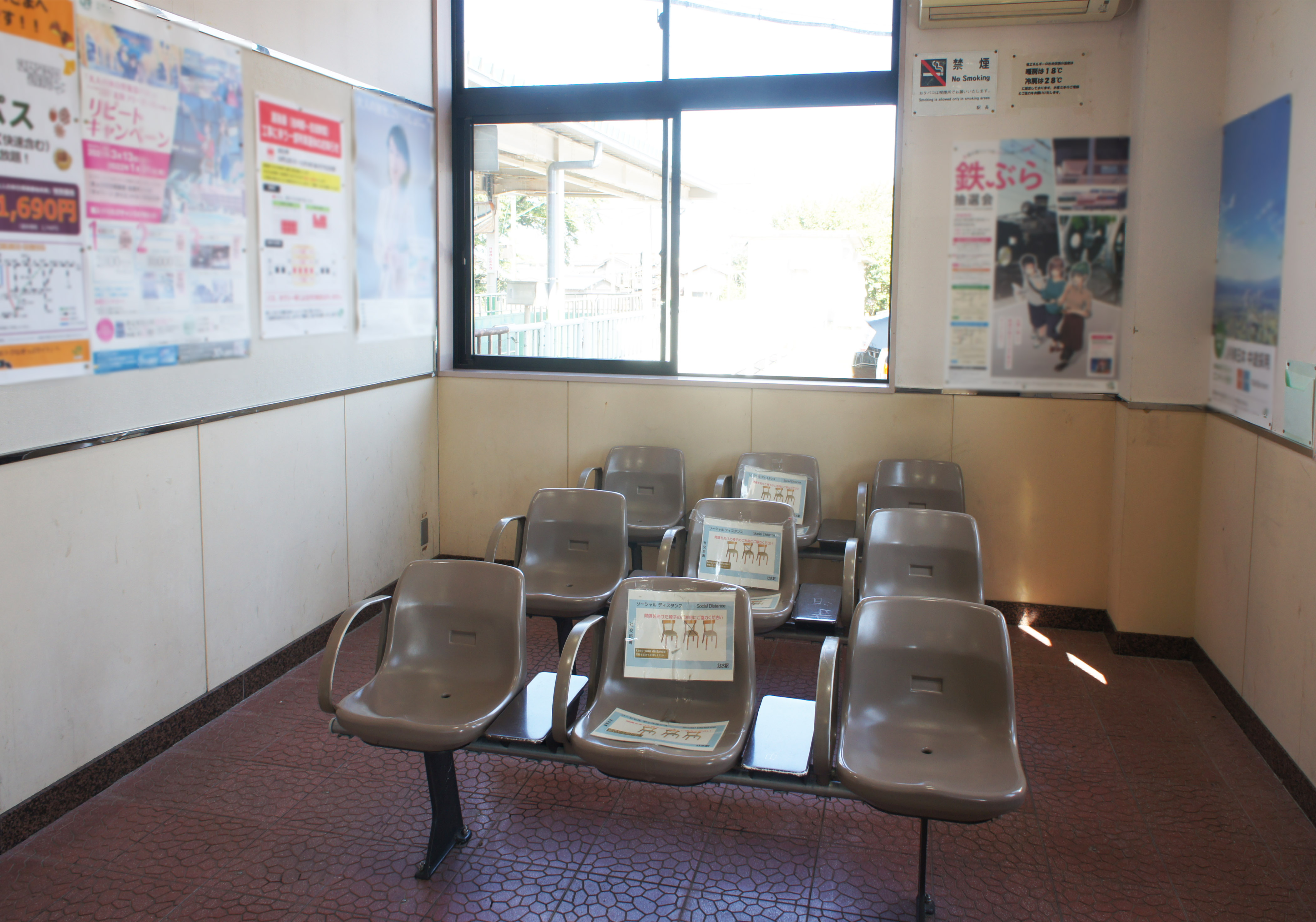
待合室（2021年9月）
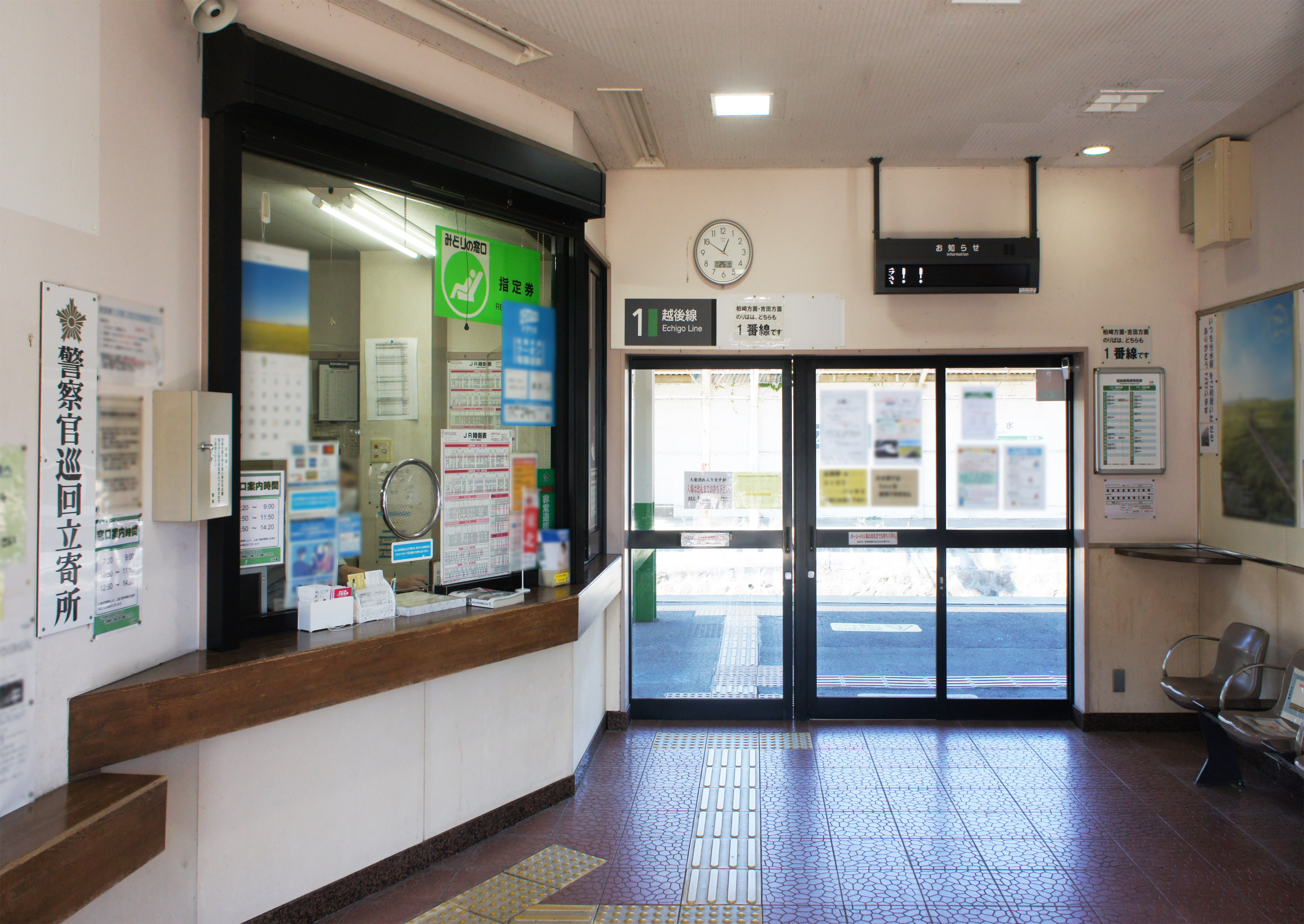
駅舎内（2021年9月）
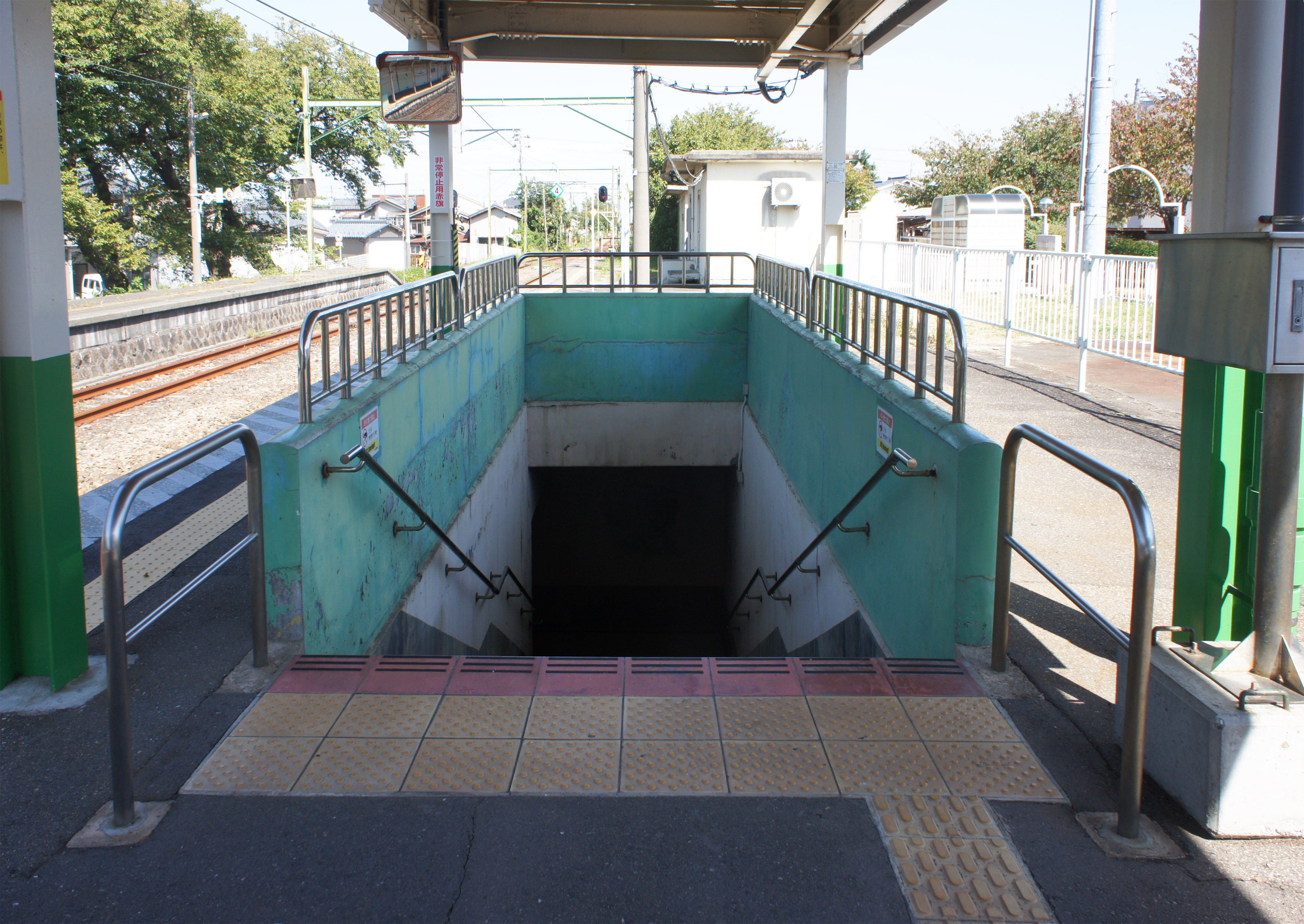
地下通路（2021年9月）
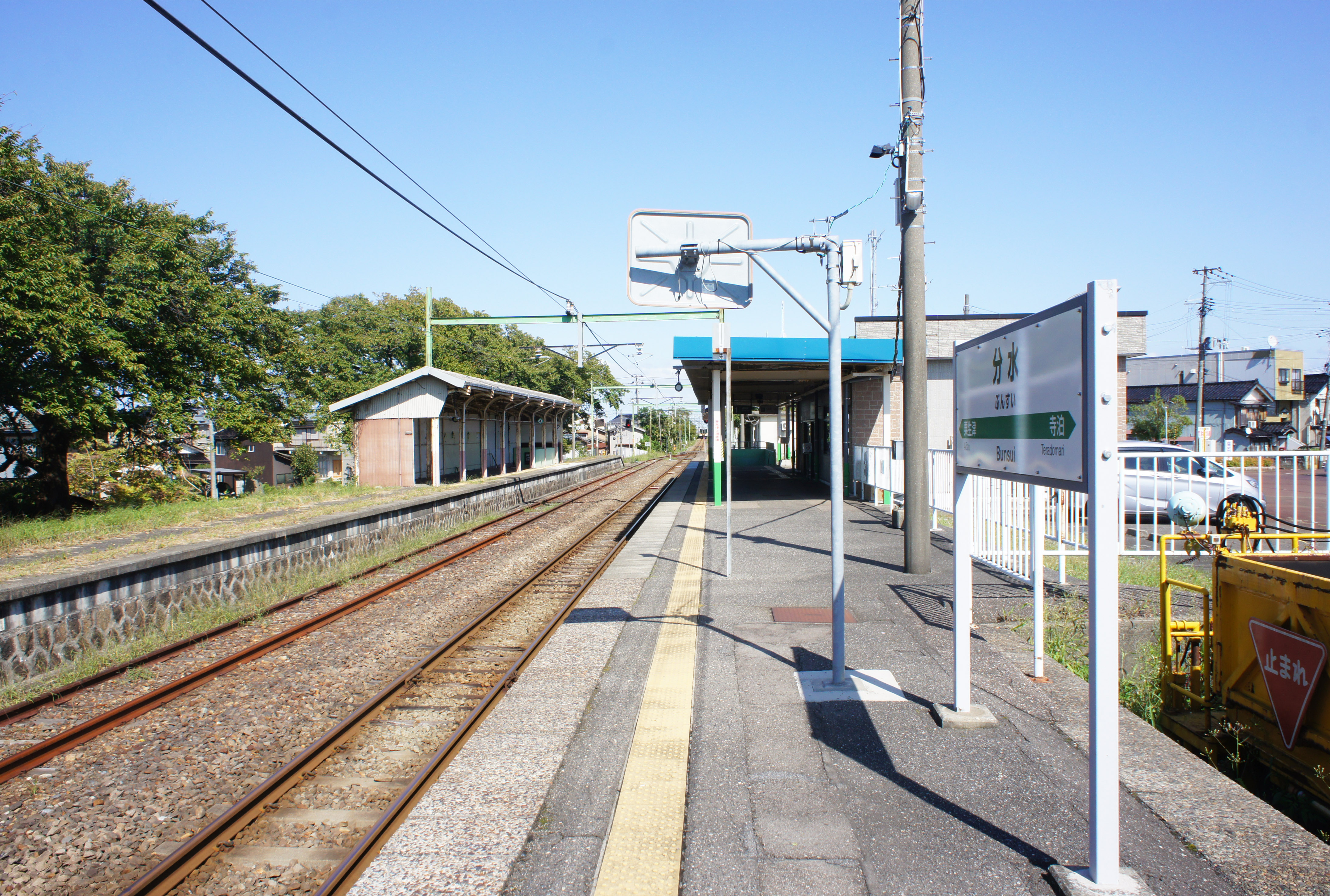
ホーム（2021年9月）
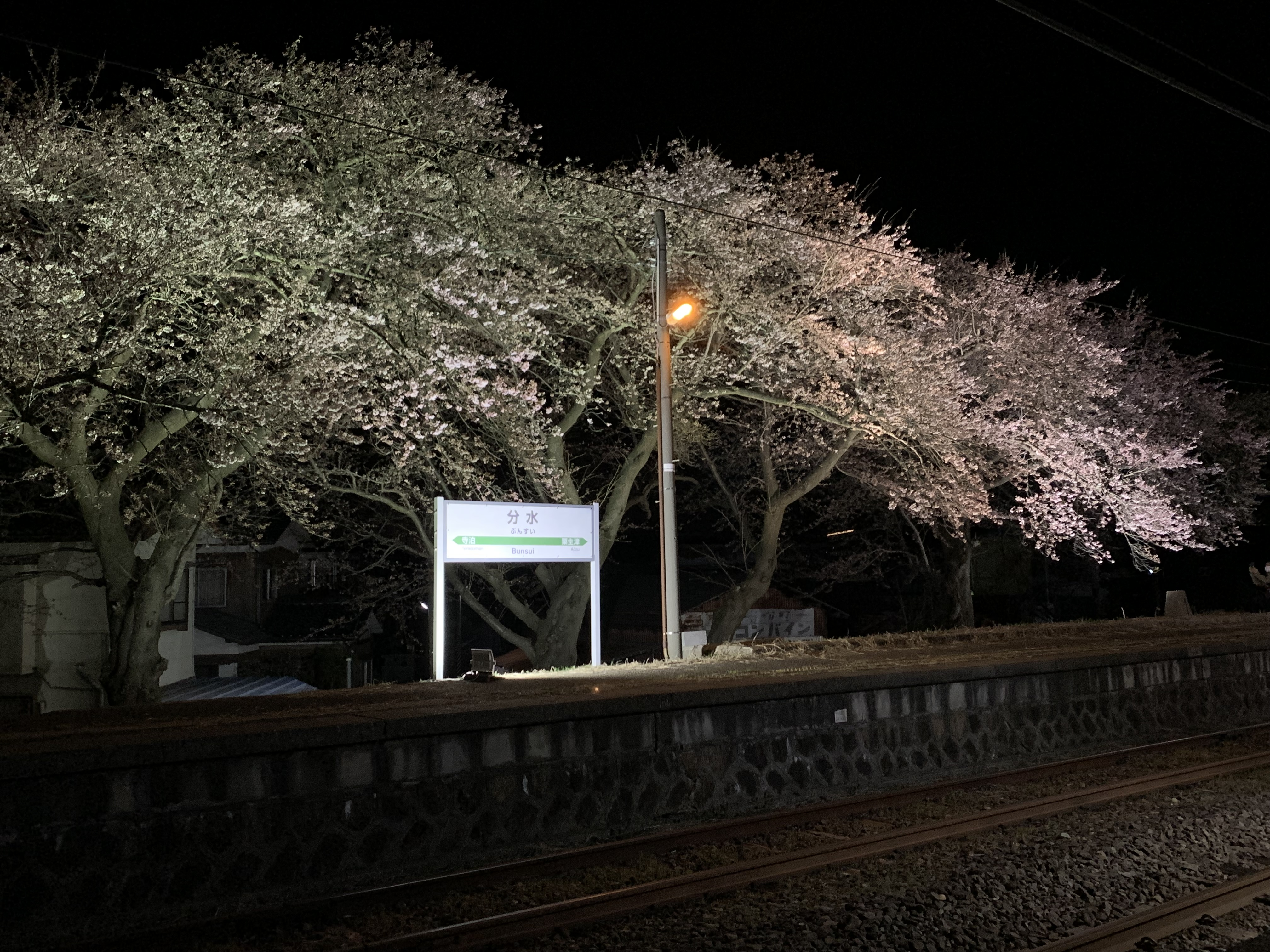
分水駅の夜桜（2022年4月）

## 利用状況
JR東日本によると、2000年度（平成12年度）- 2020年度（令和2年度）の1日平均乗車人員の推移は以下のとおりであった。
| 1日平均乗車人員推移 | 1日平均乗車人員推移 | 1日平均乗車人員推移 | 1日平均乗車人員推移 | 1日平均乗車人員推移 |
| 年度                | 定期外              | 定期                | 合計                | 出典                |
| ------------------- | ------------------- | ------------------- | ------------------- | ------------------- |
| 2000年（平成12年）  |                     |                     | 736                 | [ 利用客数 1 ]      |
| 2001年（平成13年）  |                     |                     | 719                 | [ 利用客数 2 ]      |
| 2002年（平成14年）  |                     |                     | 707                 | [ 利用客数 3 ]      |
| 2003年（平成15年）  |                     |                     | 703                 | [ 利用客数 4 ]      |
| 2004年（平成16年）  |                     |                     | 654                 | [ 利用客数 5 ]      |
| 2005年（平成17年）  |                     |                     | 639                 | [ 利用客数 6 ]      |
| 2006年（平成18年）  |                     |                     | 625                 | [ 利用客数 7 ]      |
| 2007年（平成19年）  |                     |                     | 611                 | [ 利用客数 8 ]      |
| 2008年（平成20年）  |                     |                     | 617                 | [ 利用客数 9 ]      |
| 2009年（平成21年）  |                     |                     | 587                 | [ 利用客数 10 ]     |
| 2010年（平成22年）  |                     |                     | 610                 | [ 利用客数 11 ]     |
| 2011年（平成23年）  |                     |                     | 627                 | [ 利用客数 12 ]     |
| 2012年（平成24年）  | 102                 | 526                 | 628                 | [ 利用客数 13 ]     |
| 2013年（平成25年）  | 101                 | 538                 | 640                 | [ 利用客数 14 ]     |
| 2014年（平成26年）  | 100                 | 446                 | 546                 | [ 利用客数 15 ]     |
| 2015年（平成27年）  | 107                 | 444                 | 552                 | [ 利用客数 16 ]     |
| 2016年（平成28年）  | 108                 | 413                 | 522                 | [ 利用客数 17 ]     |
| 2017年（平成29年）  | 105                 | 390                 | 496                 | [ 利用客数 18 ]     |
| 2018年（平成30年）  | 104                 | 360                 | 465                 | [ 利用客数 19 ]     |
| 2019年（令和元年）  | 98                  | 354                 | 453                 | [ 利用客数 20 ]     |
| 2020年（令和02年）  | 59                  | 318                 | 377                 | [ 利用客数 21 ]     |

## 駅周辺
- 定期いちび（4・9のつく日）[13]
- 地蔵堂本町通り良寛歌碑群[14]
- 燕市分水良寛史料館
- 燕・弥彦総合事務組合分水消防署
- 分水郵便局[1]
- 第四北越銀行分水支店・分水中央支店[注 1]
- 大河津分水
  - 大河津分水公園・信濃川大河津資料館
- パナソニックエレクトリックワークス社新潟工場
- 北越工業新潟営業所[注 2]
- 燕市分水総合体育館
- 燕市立分水小学校
- 燕市立分水中学校
- 新潟県立分水高等学校
- 国道116号
- 公楽園 - トーストサンドやカップ麺などのレトロ自販機が現役稼働している。当駅から国道116号線を北上。

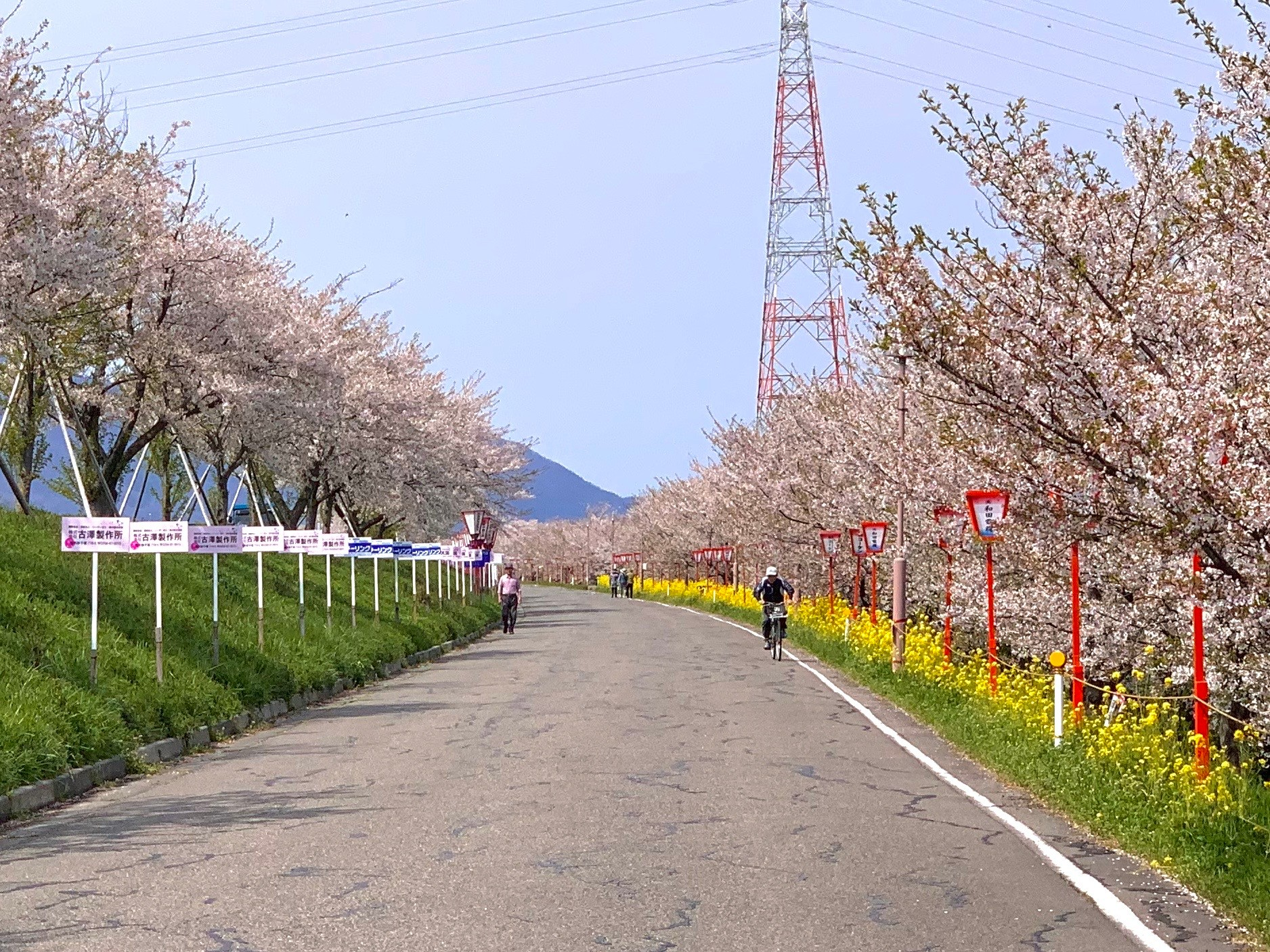
大河津分水路の桜（2020年4月）。例年であれば分水おいらん道中が開催される。
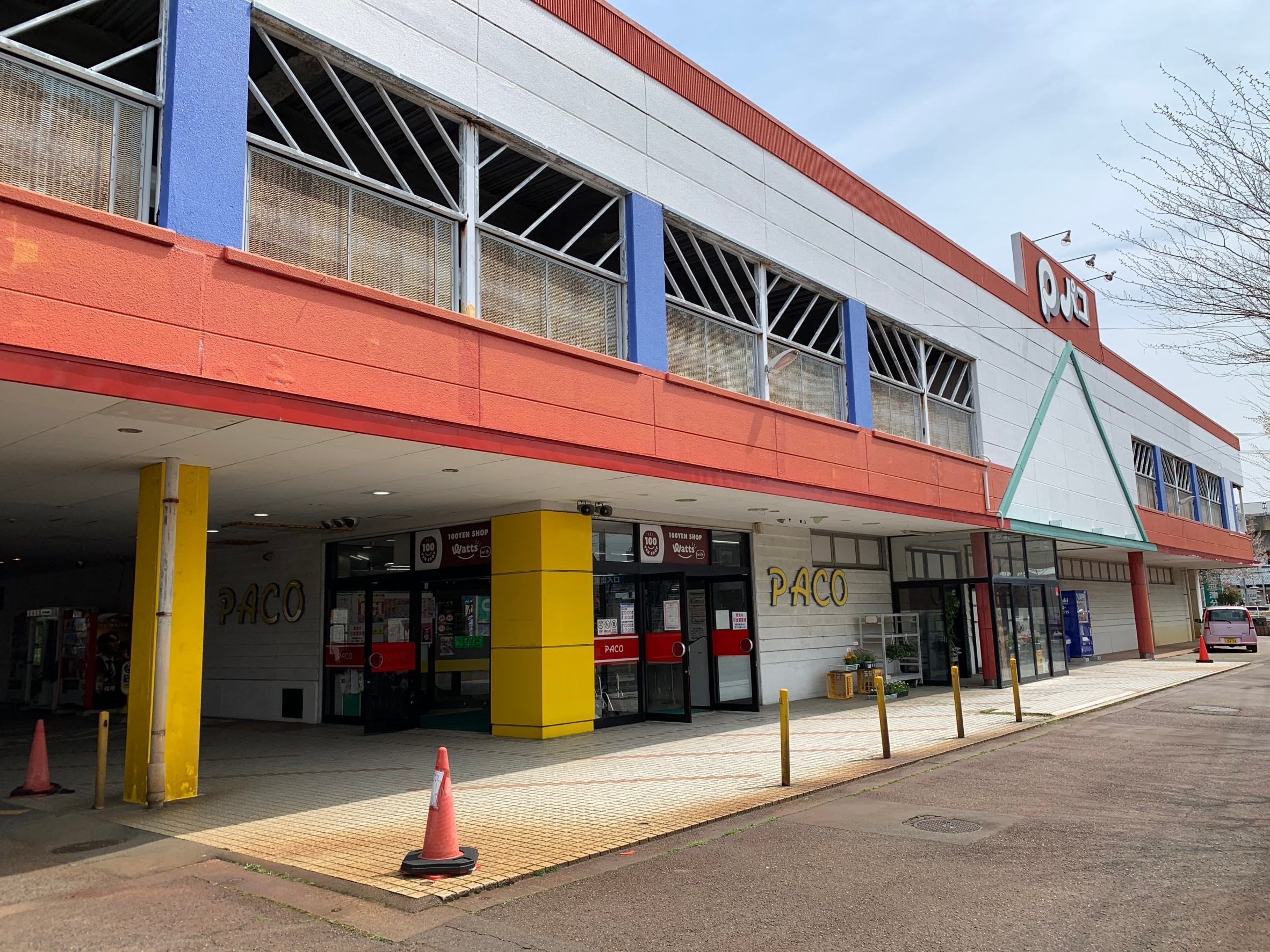
ショッピングセンター「分水ショッピングパーク パコ」

## バス路線
駅前に越後交通の分水駅前バス停と燕市循環バスの分水駅バス停が設けられている。以下の情報は2021年（令和3年）4月時点のものである。
- 越後交通
  - 分水駅前＝長岡駅前 線[15]
  - 東三条駅前・燕駅前＝分水駅前＝渡部＝寺泊 線[16]
- 燕市循環バス
  - スワロー号[17]

## 隣の駅
東日本旅客鉄道（JR東日本）
■越後線
寺泊駅 - 分水駅 - 粟生津駅

### 記事本文